# سعدي إسماعيل البرزنجي
الدكتور سعدي إسماعيل عبد الكريم البرزنجي (1941-2012) وهو أكاديمي وسياسي كردي عراقي، حاصل على شهادة الدكتوراه في العلوم الاجتماعية من جامعة غرينوبل في فرنسا عام 1978.
شغل منصب عضو في الجمعية الوطنية الانتقالية المؤقتة عامي 2004 و2005، وكان عضوا في اللجنة التربوية في الجمعية.
وكذلك كان عضوا في مجلس النواب العراقي في دورته الأولى عن قائمة التحالف الكردستاني منتخبا عن محافظة كركوك وشغل منصب نائب رئيس كتلة التحالف الكردستاني في المجلس.
ويذكر أنه كان له دور في صياغة الدستور العراقي.

## مؤلفاته
ألف الأستاذ سعدي البرزنجي خمسة كتب وترجم كتابين وله عشرات الدراسات المنشورة في المجالات القانونية والسياسية. ومن كتبه:
- الاشتراط لمصلحة الغير في الفقه الغربي والفقه الإسلامي: دراسة مقارنة (1975)[9]
- المشاكل القانونية الناجمة عن تكنولوجيا الانجاب الجديدة: أطفال الانابيب - تجميد الأحياء التناسلية وحفظها عمليات الهندسة الوراثية والاستنساخ البشري: دراسة مقارنة في ضوء القانون المقارن والأخلاق والشريعة (2009)[10][11]